# Polystichum yungense
Polystichum yungense är en träjonväxtart som beskrevs av Eduard Rosenstock. Polystichum yungense ingår i släktet Polystichum och familjen Dryopteridaceae. Inga underarter finns listade.